# ترکمانچای
ترکمانچای شهری در  استان آذربایجان شرقی است. این شهر در دامنه‌های جنوبی کوه‌های بُزقوش قرار دارد و آب و هوای آن کوهستانی و معتدل است، در فصل زمستان به شدت سرد با بارش فراوان برف همراه است. ترکمان‌چای در ۳۷کیلومتری جاده میانه_تبریز؛ و با ۸ کیلومتر فاصله از جاده فوق و درکنارجاده ابریشم واقع شده‌است. زبان مردم آن ترکی آذربایجانی است.
این شهر از شهرهای قدیمی آذربایجان بوده و دارای قدمت بالایی می‌باشد. عمده شهرت این شهر به خاطر عقد عهدنامه ترکمان‌چای در پایان جنگ‌های ایران و روسیه در عهد قاجار می‌باشد. عباس میرزا شاهزاده لایق قاجار در این شهر به نمایندگی از شاه قاجار برای امضای عهدنامه ترکمانچای حضور یافت اگر چه وی دلاوری‌ها و رشادتهای فراوانی را در دفاع از وطن نشان داد و با قبول شکست در برابر روسیه مخالف بود ولی ناچار به امضای عهدنامه شد. خیابان مجاور محل عقد عهدنامه ترکمان‌چای به یاد رشادتهای عباس میرزا و سربازان مدافع وطن «عباس میرزا» نامگذاری شده‌است.
«عهدنامه‌ی ترکمانچای»، از سوی امپراتوری روسیه تزاری با همراهی و هم‌گامی امپراتوری بریتانیا، بر ملت و دولت ایران در تاریخ اول اسفند ۱۲۰۶ خورشیدی برابر با ۲۱ فوریه ۱۸۲۸ تحمیل شد. بر پایهٔ این قرارداد، ایالت ایروان و نخجوان و بخش بزرگ دیگری از ایالت تالش از دست ایران رفت. عمده محصولات کشاورزی این شهر گندم و محصولات سر درختی از جمله زردآلو بادام هلو و سیب می‌باشد و عمده شهرت این منطقه به خاطر سیب با کیفیت و خوش عطر آن می‌باشد.

## تاریخ
تاریخ ترکمانچای به دوران اتابکان بازمی‌گردد. در این دوره گروهی از ترکمانان مهاجرت خود را به آذربایجان آغاز کردند و هم‌زمان دسته‌ای از آن‌ها در این شهر سکونت گزیدند و نام آن به ترکمان کندی و به تدریج ترکمان و ترکمن تغییر کرد. هم چنین در قرن نهم کلاویخو نام این شهر را به صورت تونگلار و توکلر ضبط نموده و مردم آن را ترکمن نامیده‌است. بعضی از مناطق ترکمانچای قدیمی است از جمله منطقه بروانان که امروزه روستایی به آن نام وجود ندارد اما ناحیه بروانان چندین دهستان را در تقسیمات کشوری امروز شامل می‌شود. نام بروانان نخستین بار در قرن پنجم و ششم به عنوان شهری کوچک در آذربایجان ذکر شده‌است. در سال ۱۲۹۵ ناصرالدین شاه در راه سفر به فرنگ وارد ترکمانچای شده‌است. از آثار باستانی ترکمانچای می‌توان به تپه باستانی بروانان در یک کیلومتری جنوب غربی روستای صومعه علیا و تپه خاکستر (در ترکی آذربایجانی: کول تپه) در حدود یک کیلومتری شرق این شهر اشاره کرد.

### زلزله ترکمانچای
زمین‌لرزه ۱۳۹۸ آذربایجان شرقی به بزرگی ۵٫۹ در مقیاس بزرگای گشتاوری ۲ و ۱۷ دقیقه و ۳ ثانیه بامداد جمعه ۱۷ آبان ۱۳۹۸ در نزدیکی شهر ترکمانچای، استان آذربایجان شرقی رخ داد. ترکمانچای یا ترکمنچای یکی از شهرهای قدیمی و تاریخی ایران که در شهرستان میانه استان آذربایجان شرقی واقع شده‌است. این زمین‌لرزه در تبریز و شهرهای اطراف مانند هشترود، مهربان، اسکو بسیار محسوس بود و موجب وحشت مردم آن مناطق شد. کانون این زلزله در موقعیت ۳۷٫۷۱ شمالی و ۴۷٫۵۲ شرقی ثبت شده‌است. به علت قطع بودن سامانه اینترنتی مرکز لرزه‌نگاری ایران کانون و قدرت این زمین‌لرزه مشخص نیست، اما بر اساس اعلام سامانه لرزه‌نگاری جهانی قدرت این زمین لرزه ۶ ریشتر بوده‌است. این زمین‌لرزه در استان‌های شمال غرب کشور، از جمله استان آذربایجان شرقی، استان زنجان، استان اردبیل، بخش‌هایی از گیلان و نواحی شمالی استان تهران نیز احساس شده‌است. نزدیک‌ترین شهرها به کانون این زمین‌لرزه، ۱۸ کیلومتری ترکمانچای، آذربایجان شرقی ۲۴ کیلومتری ترک ،۲۵ کیلومتری سراب، آذربایجان شرقی هستند. در روستای ورنکش بخش ترکمانچای شهرستان میانه تاکنون ۵ نفر جان خود را از دست دادند و ۲۵۱ نفر مصدوم شده‌اند. بیشترین خسارت در روستاهای ورنکش، بال استیل، ورزقان، گاوینه رود و گین علی رخ داد.

## جغرافیا
ترکمانچای در ارتفاعات کوه بزقوش و در مکانی دره مانند واقع شده‌است. از این دره رود ترکمانچای عبور می‌کند و بافت شهر را به دو ضلع شرقی و غربی تبدیل می‌کند.
آبادی‌های شهر عمدتاً در دشت‌هایی مرتفع و رشته کوه بزقوش در امتداد شمال آن قرار گرفته‌است. جاده اصلی تهران- میانه- بستان آباد- تبریز از ۹ کیلومتری جنوب ترکمانچای می‌گذرد. پیش از احداث این جاده در اوایل سلطنت رضاشاه جاده میانه- تبریز از شهر ترکمانچای عبور می‌کرد. دمای هوا در ترکمانچای در تابستان به ۳۰ درجه و در زمستان نیز به منفی ۱۹ درجه سانتیگراد می‌رسد. میزان بارش سالانه آن نیز حدود ۲۵۰ میلی‌متر می‌باشد.

## جمعیت
بر پایه سرشماری عمومی نفوس و مسکن در سال ۱۳۹۵ جمعیت این شهر ۷٬۴۴۳ نفر (۲٬۳۶۶ خانوار) بوده‌است.

## محصولات کشاورزی و صنایع دستی
درختان گردو بادام کوهی و دیگر درختان میوه در این شهر می‌روید. گل گاو زبان، شیرین بیان، آویشن، خاکشیر، گل خطمی، کاسنی، کتیرا، مرزه کوهی و رستنی‌هایی برای چرای دام دارد. محصولات عمده آن گندم، جو، بنشن، تره بار، گردو، گلابی، انگور، زردآلو و سیب است که به همراه فراورده‌های لبنی صادر می‌شود. مرغداری‌های صنعتی دایر است و تولیدات آن صادر می‌شود. هم چنین زنبورداری نیز اهمیت دارد و عسل آن صادر می‌شود. صنایع دستی آن قالی بافی با طرح هریس و بخصوص قالی‌های ابریشمی است. کارگاه‌های ریسندگی و موزاییک‌سازی نیز در این شهر فعال است.

## تخریب آثار تاریخی
حمام امیرکبیر ترکمانچای که به دستور امیر کبیر ساخته شده‌است یکی از آثار تاریخی این شهر است. وجود سکوها و خزینه در معماری قدیمی این حمام تاریخی و تأمین آب آن از قنات نکات قابل توجه در خصوص این بنای تاریخی است که علیرغم اینکه جزو بناهای تاریخی درون‌شهری محسوب می‌شود اما در حال تخریب است و تبدیل به خرابه‌ای پر از زباله شده‌است در حالیکه می‌توانست زمینه‌ساز جذب گردشگر و ایجاد اشتغال باشد.

## آموزش عالی
دانشگاه پیام نور و دانشگاه آزاد